# 6204 MacKenzie
6204 MacKenzie eller 1981 JB3 är en asteroid i huvudbältet som upptäcktes den 6 maj 1981 av den amerikanska astronomen Carolyn S. Shoemaker vid Palomar-observatoriet. Den är uppkallad efter Norman MacKenzie.
Asteroiden har en diameter på ungefär 3 kilometer och den tillhör asteroidgruppen Flora.